# Jurōjin

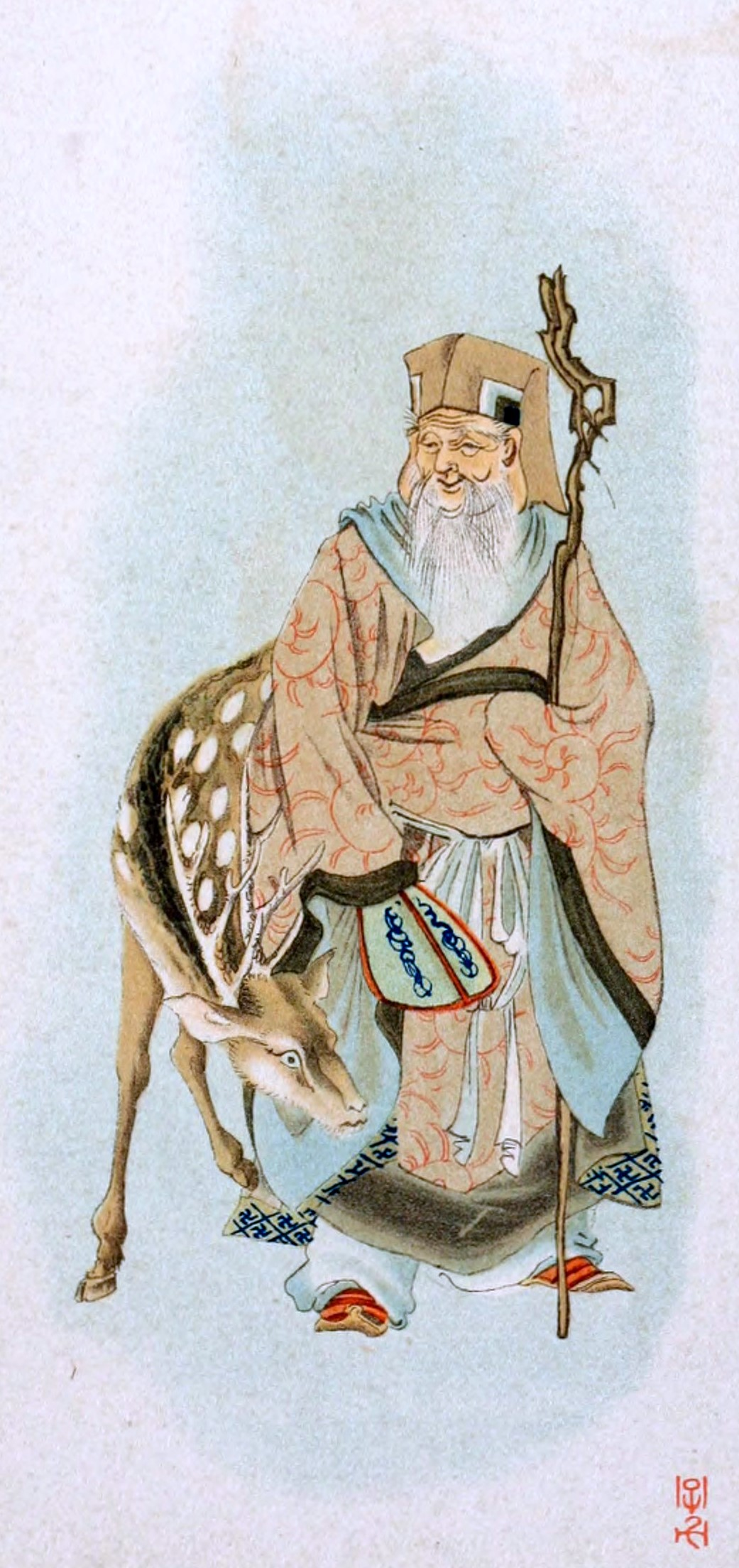
representación gráfica de Jurojin

En Japón, Jurojin (寿 老人) es uno de los Siete Dioses de la Fortuna o Shichifukujin, según las creencias taoístas. Él es el dios de la longevidad. Se originó a partir de la leyenda taoísta de origen chino del viejo hombre del Polo Sur. Se le conoce como el inmortal de la dinastía Song del Norte (960 a 1127), y puede haber sido una figura histórica de ese período. Jurojin se identifica como la personificación de la Estrella Polar del Sur.
Se identifica a menudo con Fukurokuju, otro de los varios dioses de la fortuna. En algunas versiones, se dice que los dos habitan en el mismo cuerpo. Los dos son a menudo confundidos. En China se le originalmente era conocido como Shou Xing, uno de los Fushoulu; el cual se identificaba originalmente con la estrella Canopus.
Jurojin camina con un bastón y un abanico. Se le representa como un anciano de baja estatura, y por tradición, con menos de 3 shaku (aproximadamente 90 centímetros (35 pulgadas)). Se le representa con una larga barba blanca y, a menudo muy alto, de cabeza calva. Él tiene un pergamino atado a su persona, en el que se escribe la vida de todos los seres vivos. El ciervo, un símbolo de la longevidad, por lo general (pero no siempre) lo acompaña como un mensajero, como lo hacen otros animales de vida larga como la grulla y la tortuga.